# 带绯蛛
带绯蛛（学名：Phlegra fasciata）为跳蛛科绯蛛属的动物。分布于古北区以及中国大陆的吉林等地。该物种的模式产地在古北区。